# بايرون هايوارد
بايرون هايوارد (بالإنجليزية: Byron Hayward)‏ هو لاعب اتحاد الرغبي بريطاني، ولد في 22 مايو 1969 في كارديف في المملكة المتحدة.